# Samut Songkhram (stad)
Samut Songkhram (Thais: สมุทรสงคราม) is een stad in Centraal-Thailand. Samut Songkhram is de hoofdstad van de provincie Samut Songkhram en het district Samut Songkhram. De stad heeft ongeveer 35.000 inwoners.